# ۱۴۱۱ (قمری)
۱۴۱۱ (قمری)، هزار و چهارصد و یازدهمین سال در گاهشماری هجری قمری است. اول محرم این سال برابر با بیست و چهارم ژوئیه سال ۱۹۹۰ میلادی است.